# Hiroji Imamura
Hiroji Imamura (n. 27 aprilie 1949) este un fost fotbalist japonez.

## Statistici
| Japonia | Japonia | Japonia |
| An      | Meciuri | Goluri  |
| ------- | ------- | ------- |
| 1976    | 4       | 0       |
| Total   | 4       | 0       |